# مدرسة مانيلا شيامن الدولية
مدرسة مانيلا شيامن الدولية هي مدرسة دولية خاصة تقع في شيامن، الصين.

## الروابط الخارجية
1. ↑  Manila Xiamen International School - International Baccalaureate® نسخة محفوظة 07 يوليو 2013 على موقع واي باك مشين.
2. ↑  "Background". مؤرشف من الأصل في 2007-03-20.

- MXIS official website
- International Baccalaureate - Manila Xiamen International School
- WebSchoolPro